# العلاقات اللاتفية اللبنانية
العلاقات اللاتفية اللبنانية هي العلاقات الثنائية التي تجمع بين لاتفيا ولبنان.

## مقارنة بين البلدين
هذه مقارنة عامة ومرجعية للدولتين:
| وجه المقارنة                                              | لاتفيا                                             | لبنان                                                                |
| --------------------------------------------------------- | -------------------------------------------------- | -------------------------------------------------------------------- |
| المساحة (كم2)                                             | 64.59 ألف                                          | 10.45 ألف                                                            |
| عدد السكان (نسمة)                                         | 1.93 مليون                                         | 6.10 مليون                                                           |
| الكثافة السكانية (ن./كم²)                                 | 29.88                                              | 583.73                                                               |
| العاصمة                                                   | ريغا                                               | بيروت                                                                |
| اللغة الرسمية                                             | اللغة اللاتفية                                     | اللغة العربية، لغة فرنسية                                            |
| العملة                                                    | يورو، لاتس لاتفي، الروبل اللاتفي ‏، الروبل اللاتفي ‏ | ليرة لبنانية                                                         |
| الناتج المحلي الإجمالي (بليون دولار)                      | 30.26 مليار                                        | 51.84 مليار                                                          |
| الناتج المحلي الإجمالي (تعادل القوة الشرائية) بليون دولار | 49.24 مليار                                        | 81.54 مليار                                                          |
| الناتج المحلي الإجمالي الاسمي للفرد دولار أمريكي          | 14.06 ألف                                          | 8.05 ألف                                                             |
| الناتج المحلي الإجمالي للفرد دولار أمريكي                 | 23.55 ألف                                          | 17.46 ألف                                                            |
| مؤشر التنمية البشرية                                      | 0.819                                              | 0.769                                                                |
| رمز المكالمات الدولي                                      | +371                                               | +961                                                                 |
| رمز الإنترنت                                              | .lv                                                | .lb                                                                  |
| المنطقة الزمنية                                           | ت ع م+02:00، ت ع م+03:00، أوروبا/ريغا ‏             | ت ع م+02:00، ت ع م+03:00، توقيت شرق أوروبا، توقيت شرق أوروبا الصيفي ‏ |

## منظمات دولية مشتركة
يشترك البلدان في عضوية مجموعة من المنظمات الدولية، منها:
| علم المنظمة | اسم المنظمة                               | تاريخ انضمام لاتفيا | تاريخ انضمام لبنان |
| ----------- | ----------------------------------------- | ------------------- | ------------------ |
|             | البنك الدولي للإنشاء والتعمير             | 11 أغسطس 1992       | 14 أبريل 1947      |
|             | منظمة حظر الأسلحة الكيميائية              | ?                   | ?                  |
|             | المركز الدولي لتسوية المنازعات الاستشارية | 7 سبتمبر 1997       | 25 أبريل 2003      |
|             | الأمم المتحدة                             | 17 سبتمبر 1991      | 24 أكتوبر 1945     |
|             | منظمة الشرطة الجنائية الدولية             | ?                   | ?                  |
|             | وكالة ضمان الاستثمار متعدد الأطراف        | 21 أغسطس 1998       | 19 أكتوبر 1994     |
|             | يونسكو                                    | 9 يوليو 1951        | 4 نوفمبر 1946      |
|             | مؤسسة التنمية الدولية                     | 11 أغسطس 1992       | 10 أبريل 1962      |
|             | مؤسسة التمويل الدولية                     | 29 سبتمبر 1993      | 28 ديسمبر 1956     |
|             | الاتحاد البريدي العالمي                   | ?                   | ?                  |
|             | الاتحاد الدولي للاتصالات                  | 11 ديسمبر 1921      | 12 يناير 1924      |

## وصلات خارجية
- موقع وزارة الخارجية اللاتفية